# Weizemolen (Venlo)
De Weizemolen of Weezemolen was een watermolen in de Nederlandse plaats Venlo. De molen lag in de directe nabijheid van de Wylrehof, aan de Wijlderbeek.
Het bouwjaar is onbekend. De molen zou door pastoor Nicolaas Nievenheim zijn geschonken aan de armen. Later was de molen van ene Hendrik Gubbels.
De molen verdween nog vóór 1839.
Benders Molen · Bovenste Molen · Distelmolen · Geërfdenmolen · Molen van Geurts · Goofersmolen · Goossensmolentje · Hellmolen · Holtmeule · Italiëmolen · Jansens Standerdmolen · Laaghuismolen · Lohofsmolen · Maagdenbergsmolen · Maalbekermolen · Molen van het Aldt Huys · De Meule · Munnikemolen · Oliemolen · Onderste Molen · Ottenmolen · Panhuismolen · Patersmolen · Peetersmolen · Picardiemolen · Polvermolen · Sint-Antoniusmolen · Spanjaertsmolen · Stadsmolen · Molen van Van der Steen · Rijstpelmolen Van Dinteren · Rosmolen Verzijl · Villegerveldsmolen · Watermeule · Watermolen Lomm · Weizemolen · Wymarse Molen